# 예스페르 아스홀트
예스페르 아스홀트(Jesper Asholt, 1960년 5월 11일 ~ )는 덴마크의 배우이다.
실케보르에서 태어났다.

## 영화
- 더 카르텔 (2014년)
- 더 그레이트 버드 레이스 (2012년) - 스텐 역
- 디스 라이프 (2012년)
- 넛씽스 올 배드 (2010년)
- 템퍼러리 릴리스 (2007년)
- 아트 오브 크라잉 (2006년)
- 내 남자친구는 왕자님 (2004년)
- 모나스 베르덴 (2001년)
- 트룰리 휴먼 (2001년)
- 보이첵의 마지막 교향곡 (2001년)
- 비욘드 (2000년)
- 미후네 (1999년) - 말을 잊은 남자, 루드 역